# Giangiacomo Feltrinelli
Giangiacomo Feltrinelli (Milano, 19 giugno 1926 – Segrate, 14 marzo 1972) è stato un editore e attivista italiano.
Fu fondatore della casa editrice Feltrinelli e nel 1970 dei GAP (Gruppi d'Azione Partigiana), una delle prime organizzazioni armate di sinistra della stagione degli anni di piombo.

## Biografia

### Origini e formazione

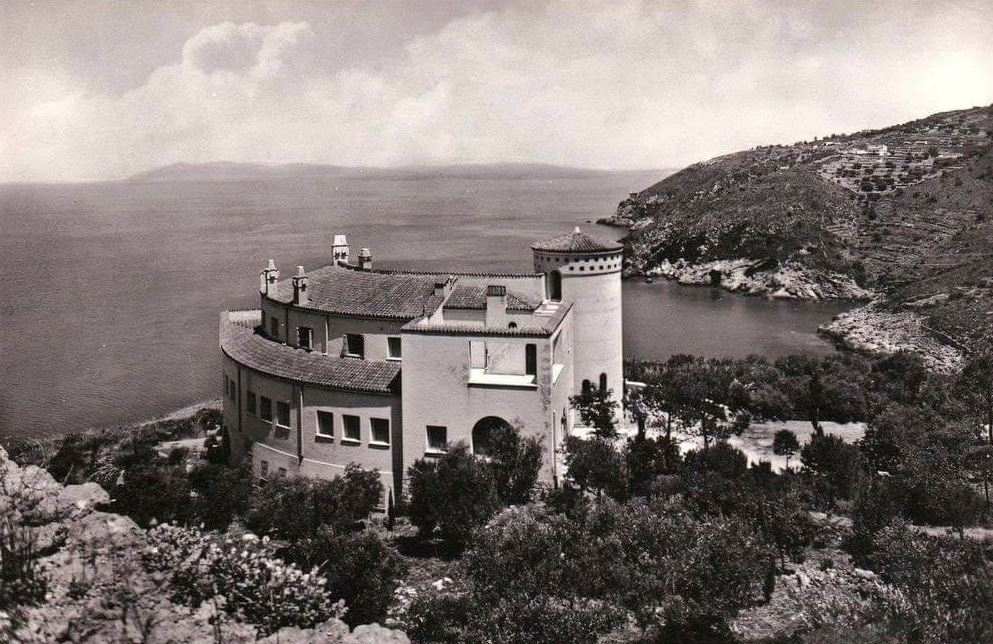
Villa La Cacciarella, detta Villa Feltrinelli a Monte Argentario

Giangiacomo Feltrinelli, soprannominato «il Giangi» (durante la lotta armata assumerà poi il nome di battaglia di «Osvaldo»), nacque a Milano il 19 giugno del 1926 in una ricca famiglia di imprenditori.
La denominazione della famiglia deriva probabilmente dal luogo d'origine del capostipite, Peder da Feltre, vissuto tra il 1409 e il 1490. Molto presto gran parte della famiglia si trasferì a Gargnano sul Garda, dove furono noti tramite una variante della forma dialettale feltrinèi.
Stando a quanto la stessa madre dell'editore ebbe a dichiarare in vita, il capostipite fu invece un commerciante di legname veneto, tal Guido da Feltre. All'inizio ottocento la famiglia aprì un'azienda, poi destinata ad avere grande fortuna, la “Legnami Feltrinelli”, che si occupava principalmente di fornire castagno e rovere necessari per proteggere le limonaie in cui venivano coltivati gli agrumi.
Il padre, Carlo Feltrinelli – fu un imprenditore di successo, presidente di numerose società, tra cui il Credito Italiano e l'Edison, oltreché proprietario di aziende come la Società Italiana per le Strade Ferrate Meridionali (l'attuale Bastogi S.p.A), la società di costruzioni Ferrobeton S.p.A. e la Feltrinelli Legnami, quest'ultima capofila nel settore del commercio di legname con l'Unione Sovietica. Alla morte del padre, avvenuta nel 1935, la madre Giovanna Elisa Gianzana (1903-1981), detta «Giannalisa», sposò in seconde nozze, nel 1940, il giornalista Luigi Barzini junior, storico inviato del Corriere della Sera. Feltrinelli era inoltre cugino, per parte materna, dell'attrice Cecilia Sacchi (moglie dell'attore Vittorio Mezzogiorno e madre dell'attrice Giovanna).
Durante la seconda guerra mondiale, la famiglia si trova costretta ad abbandonare la magione di famiglia sulle sponde del lago di Garda, a Gargnano, che diventerà poi la residenza di Benito Mussolini quando questi istituirà con l'ausilio degli alleati nazisti la Repubblica di Salò, e di conseguenza si ritira nella villa La Cacciarella, all'Argentario, realizzata su progetto degli architetti Pozzi e Lancia, dove il giovane Giangiacomo trascorrerà con la famiglia il periodo che va dall'estate del 1942 alla primavera del 1944.
Da ragazzo, Giangiacomo simpatizza per il regime fascista, al punto tale, nella fase iniziale del conflitto, da tappezzare le pareti di casa con manifesti inneggianti alla vittoria delle Potenze dell'Asse.

### La partecipazione alla resistenza, l'impegno politico, e l'adesione al comunismo

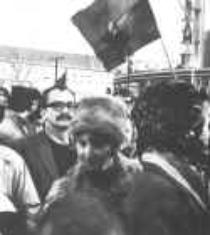
L'editore a una manifestazione di piazza

Nel 1944, però, a seguito d'un colloquio con il giornalista e critico d'arte Antonello Trombadori, futuro deputato per il Partito Comunista Italiano, muta drasticamente posizione politica, decidendo conseguentemente di prendere attivamente parte alla Resistenza, arruolandosi nel Gruppo di Combattimento Legnano, con il quale combatte la guerra di Liberazione in ausilio della V Armata statunitense.
Al termine del conflitto, Feltrinelli s'iscrisse al Partito Socialista Italiano, dove conobbe la sua prima moglie, Bianca Dalle Nogare, sposata con rito civile nel luglio del 1947, al compimento della maggiore età. Dinnanzi poi alla forte crisi che investì il Partito in quello stesso anno, culminata con la scissione - passata alle cronache per l'appunto come la scissione di Palazzo Barberini - di tutta la sua ala destra per la costituzione d'un soggetto politico più moderato, il PSDI, entrambi i coniugi scelsero di passare al PCI, che Feltrinelli arrivò a sostenere anche con ingenti contributi finanziari.
Nel 1948, nella martoriata Europa dell'immediato secondo dopoguerra, si mobilitò con celerità per raccogliere documenti e materiali informativi vari sulla storia del movimento operaio e delle idee dall'Illuminismo ai giorni nostri, gettando così le basi per la biblioteca di uno dei più importanti istituti di ricerca sulla storia sociale. Nascerà così la Biblioteca Feltrinelli, in seguito Fondazione Feltrinelli, a Milano.

### La fondazione della casa editrice
Alla fine del 1954 fondò la casa editrice Giangiacomo Feltrinelli Editore, di cui il primo libro edito fu l'autobiografia dell'allora primo ministro indiano Jawaharlal Nehru, e che già nel corso di quello stesso decennio ebbe modo di pubblicare bestseller di grande rilievo internazionale, come Il dottor Živago di Boris Pasternak (terminato dall'autore nel 1955 e pubblicato in prima mondiale dallo stesso Feltrinelli) e Il Gattopardo di Giuseppe Tomasi di Lampedusa. L'editore milanese entrò in possesso del romanzo di Pasternak nel 1956, durante un suo viaggio di lavoro a Berlino, e affidò la sua traduzione in italiano a Pietro Zveteremich. Il libro fu pubblicato il 23 novembre del 1957 e tre anni dopo, nell'aprile del 1960, raggiunse le 150 000 copie vendute. Per il 50º anniversario della fondazione della casa editrice, è uscita in libreria una ristampa della prima edizione.
Intanto Giangiacomo, separatosi da Bianca Dalle Nogare nel 1956 (trasferitasi, nel frattempo, in Svizzera, dove aveva anche ottenuto legalmente il divorzio, omologato in Italia l'anno seguente), conobbe e sposò Alessandra De Stefani, detta Nanni, figlia del commediografo Alessandro. Il loro matrimonio, però, venne in seguito annullato, a causa dell’infedeltà di lei, da una sentenza del Tribunale svizzero di Bucheggberg Kriegstetten il 9 settembre del 1964.

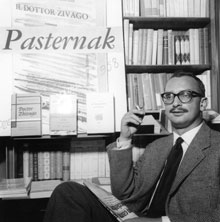
Feltrinelli alla presentazione della traduzione italiana de Il dottor Živago

Il dottor Živago porterà Pasternak al premio Nobel nel 1958, benché le autorità sovietiche lo avessero spinto, dietro fortissime pressioni e minacce, a fargli rinunciare formalmente al suo effettivo ritiro. Il PCI, appoggiato e sostenuto finanziariamente dal governo dell'Unione Sovietica, condusse di conseguenza una strenua campagna diffamatoria nei confronti del libro, esercitando fortissime pressioni nei confronti dell'editore, soprattutto tramite la persona di Pietro Secchia, affinché non fosse pubblicato in Italia. Il Partito, vista però l'impossibilità di farlo desistere dall'appoggiare l'opera d'un dissidente del regime sovietico, decise alla fine di ritirargli la tessera d'appartenenza. Il 14 luglio 1958 Feltrinelli incontra la fotografa tedesca Inge Schönthal, morta a Milano nel 2018. Dalla loro unione nasce il figlio Carlo. Dal 1967 è sposato con Sibilla Melega, che ora vive in Austria.

### Il viaggio a Cuba e le dispute editoriali
Nel 1964 si reca a Cuba, dove incontra il leader della vittoriosa Rivoluzione cubana Fidel Castro, attestatosi all'epoca come uno dei principali sostenitori dei movimenti di liberazione sudamericani ed internazionali, col quale stabilirà una lunga amicizia. Nel 1967, Feltrinelli si reca in Bolivia, ufficialmente per impegni di lavoro, ma in realtà per incontrare Régis Debray, un giornalista francese che aveva preso attivamente parte alle azioni di guerriglia  organizzate da Che Guevara nel Paese, al fine di offrirgli una qualche forma di supporto logistico.
L'editore viene però tratto in arresto, assieme alla quarta e ultima moglie Sibilla Melega, dalle autorità locali, coadiuvate dalla CIA, venendo in seguito scarcerato dopo soli due giorni. L'ufficiale responsabile del suo fermo fu il colonnello Roberto Quintanilla, che poco tempo dopo presenziò all'amputazione delle mani del cadavere di Che Guevara.
Intanto, Castro gli affida l'opera di Che Guevara, Diario in Bolivia, che racconta degli undici mesi di operazione politico-eversiva condotta dal celebre rivoluzionario argentino nella sua ultima avventura in Bolivia, di cui il líder maximo era entrato in possesso mediante il futuro presidente del Cile Salvador Allende (a quel tempo ricoprente la carica di presidente del Senato cileno), che l'aveva recuperato a sua volta da alcuni superstiti della spedizione guevariana proprio in quel momento rifugiatisi in Cile; il libro divenne in breve tempo uno dei principali best seller della casa milanese. Feltrinelli entra poi in possesso di Guerrillero Heroico, la celeberrima ed ormai iconica fotografia scattata al Che da Alberto Korda il 5 marzo del 1960, in occasione delle esequie delle vittime dell'esplosione della fregata La Coubre.
Per la pubblicazione del romanzo Il dottor Živago e per la famosa immagine di Ernesto Che Guevara esistono due versioni sui diritti d'autore: secondo alcuni, Feltrinelli non fu costretto a pagarli, mentre, secondo Sergio d'Angelo e Indro Montanelli, vi furono controversie in relazione alla pubblicazione del romanzo di Pasternak. A sostegno di questa tesi, c'è la testimonianza di un collaboratore di Feltrinelli, Valerio Riva, il quale raccontò di una conversazione telefonica intercorsa tra l'editore e Ol'ga Ivinskaja, vedova dello scrittore, in cui la donna, all'epoca versante in ristrettezze economiche, premeva insistentemente affinché le fosse erogata la somma spettantele dai diritti di pubblicazione del manoscritto del marito e Feltrinelli, innervosendosi sempre più, inventava qualsiasi scusa pur di non concederle quanto richiesto.
Oltre alla pubblicazione di opere letterarie di grande successo, la casa editrice incominciò ad occuparsi della pubblicazione di opuscoli e saggi documentaristici concernenti le tattiche e strategie di guerriglia adoperate da svariati movimenti ed organizzazioni rivoluzionarie in America Latina, con testi firmati dai Tupamaros, dallo stesso Che Guevara e da Camilo Torres Restrepo. Negli anni successivi, questi volumi verranno consultati da molti gruppi di lotta armata italiani, come testimoniato dal ritrovamento di almeno uno di queste particolari pubblicazioni in ogni covo delle Brigate Rosse.

### La spedizione in Sardegna in supporto a Mesina
Nel 1968, Giangiacomo Feltrinelli si recò in Sardegna con il preciso scopo di prendere contatto con gli ambienti dell'estrema sinistra e dell'indipendentismo isolani; nelle intenzioni di Feltrinelli, vi era il progetto di trasformare la Sardegna in una sorta di Cuba del Mediterraneo, avviandovi dunque un processo rivoluzionario sulla falsariga di quello di Che Guevara e Fidel Castro nel Paese caraibico.
Tra le idee dell'editore c'era quella di affidare la gestione e coordinamento della ipotetica guerriglia al bandito Graziano Mesina, al tempo latitante per i suoi svariati sequestri di persona e per le sue rocambolesche evasioni carcerarie, che però rifiutò all'ultimo la sua offerta. Secondo alcuni, ciò fu possibile grazie all'intervento del SID, più precisamente nella persona di Massimo Pugliese, che riuscì a far saltare completamente l'iniziativa.

### L'attività clandestina e iGruppi di Azione Partigiana
Il 12 dicembre del 1969, ascoltata alla radio la tragica notizia della strage di Piazza Fontana, Feltrinelli, che al momento si trovava in una baita di montagna, decise di tornare subito a Milano. Apprese però che diversi agenti in borghese delle forze dell'ordine presidiavano l'esterno della casa editrice e, temendo che potessero essere fabbricate prove su qualche sua implicazione nella tragedia, considerando anche il fatto che nel frattempo si era impegnato nella formazione dei primi gruppi armati di estrema sinistra (avrà anche contatti con Renato Curcio e Alberto Franceschini, in seguito fondatori delle Brigate Rosse), decise dunque di passare alla clandestinità.
In una lettera inviata allo staff della casa editrice, all'Istituto ed alle varie librerie legate alla casa, così come in un'intervista concessa alla rivista Compagni, spiegò le ragioni di tale decisione, ritenendo inoltre che dietro agli allora recenti attentati dinamitardi a Milano ed a Roma non vi fossero, come si sospettava, gli anarchici, bensì dei gruppi eversivi d'estrema destra coadiuvati - se non addirittura pilotati - dallo stesso Stato italiano, risultando tra i primi ad adoperare, in quella specifica occasione, il termine strategia della tensione.
La sua conseguente riflessione politica lo portò dunque a scelte estreme, fondando, nel 1970, i Gruppi d'Azione Partigiana (GAP), riprendendo la sigla dei Gruppi di Azione Patriottica della Resistenza italiana. I GAP erano un gruppo paramilitare d'ispirazione guevarista che, come altri al tempo, riteneva che Palmiro Togliatti avesse ingannato i partigiani, prima promettendo la Rivoluzione comunista, per poi all'ultimo tradirli, il 22 giugno del 1946, bloccando qualsiasi moto rivoluzionario in Italia. Ma, a differenza dei successivi gruppi eversivi di sinistra, non prendeva le distanze dall'URSS in nome di «una rivoluzione più rivoluzionaria», ma, piuttosto, riteneva che nonostante tutti quelli che potevano essere i lati oscuri dell'Unione Sovietica (egli stesso si dichiarava anti-stalinista e pubblicò difatti Pasternak, scrittore dissidente), essa stessa fosse l'unica speranza per il successo della rivoluzione nel mondo.
Più in generale, Feltrinelli ipotizzava un «esercito internazionale del proletariato», composto da molteplici «avanguardie strategiche rivoluzionarie», ispirandosi in questo al Vietnam, alla Corea del Nord, alla Cina (definita dallo stesso editore quale «prima riserva strategica rivoluzionaria») e agli Stati socialisti del Patto di Varsavia.
Sempre riguardo l'attività clandestina, Oreste Scalzone, ex-membro di Potere Operaio, nel 1988, affermò che Feltrinelli poteva essere stato l'organizzatore dell'omicidio del commissario Luigi Calabresi: per quel delitto furono in seguito condannati Adriano Sofri e altri ex militanti di Lotta Continua, mentre contro l'editore non ci furono prove al riguardo.
Una pistola di proprietà di Feltrinelli fu utilizzata per assassinare nel 1971, in un ufficio del consolato boliviano di Amburgo, Roberto Quintanilla, console dello Stato sudamericano presso l'allora Germania Ovest, oltreché ex capo della polizia segreta di La Paz e uno dei responsabili della morte di Che Guevara: l'arma fu usata da una ragazza chiamata Monika Ertl.
Successivamente all'omicidio di Che Guevara, lo stesso console aveva partecipato, nel 1969 a La Paz, alla cattura, alla tortura ed alla brutale uccisione di Inti Peredo, nuovo comandante dell'ELN, in diretta successione al ruolo di comando ricoperto dal Che per la rivoluzione in Bolivia. Questi era uno dei pochi superstiti della disfatta di Vallegrande del 1967, a seguito della quale si stava riorganizzando per rilanciare le operazioni di guerriglia.

## L'attentato al traliccio di Segrate e la sua morte

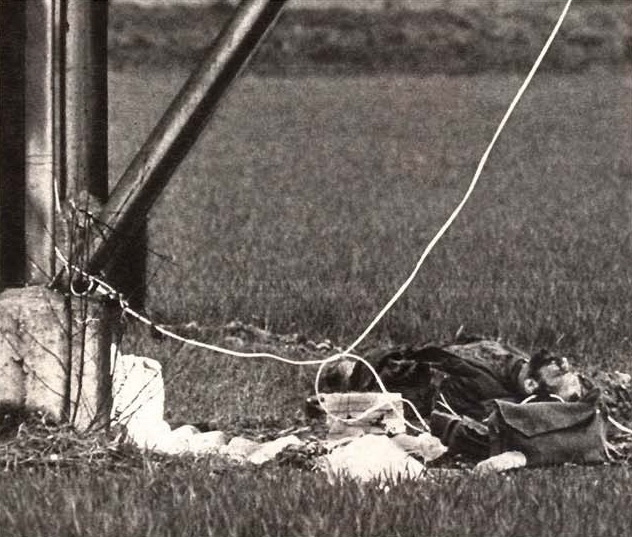
La scena del ritrovamento del corpo sotto il traliccio 71 in località Cascina Nuova

Giangiacomo Feltrinelli morì il 14 marzo del 1972 tentando d'installare una bomba, probabilmente verso le ore 21.10 (si era udito un botto che fu confuso per un rumore proveniente dal vicino aeroporto Forlanini) mentre innescava una carica per un attentato terroristico per fare saltare un traliccio dell'alta tensione a Segrate (in provincia di Milano), un operazione altamente rischiosa che gli fu fatale.

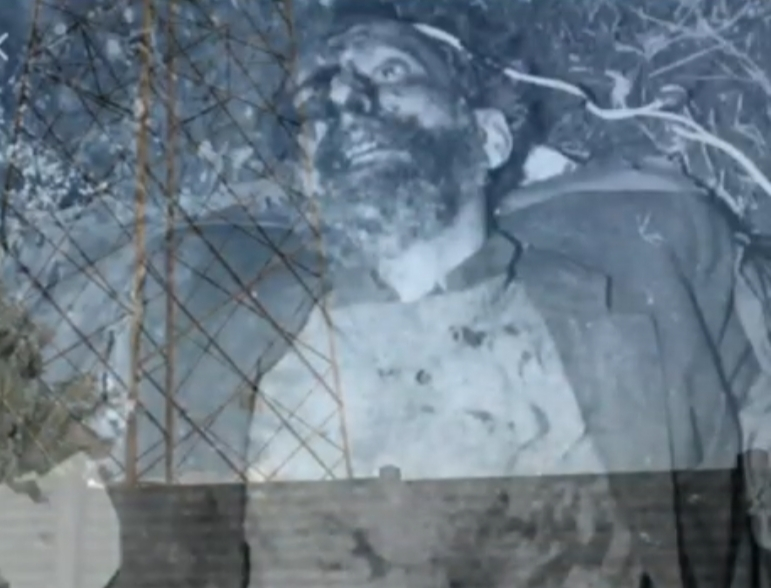
Il volto di Feltrinelli dopo l'attentato fallito a Segrate, 14 marzo 1972 presso il traliccio nr. 071 ex AEM che si trova fra via Atene (parking) e via Londra, ora all'interno di un centro logistico, all'epoca era invece in aperta campagna.

Il corpo fu trovato, casualmente, il pomeriggio successivo, da un contadino che affittava dei terreni da coltivare, Luigi Stringhetti, intento a passeggiare col fratello Lorenzo, in zona, col suo cane Twist. Fu trovata una gamba amputata lanciata dall'energia dello scoppio a qualche metro, 35 candelotti di dinamite e un furgone Volkswagen vetrato, versione camper, vicino a un terriccio.
Subito arrivarono i carabinieri e, in un secondo momento, il commissario Luigi Calabresi, direttamente mandato in loco dalla questura.
I funerali si svolsero il 28 marzo presso il cimitero monumentale di Milano, circondato dalle forze dell'ordine, con i giovani che intonavano L'Internazionale e lanciavano slogan contro la «borghesia assassina».

## Le indagini, il processo e le condanne
I documenti rinvenuti addosso al cadavere dell'editore erano intestati ad un tale Vincenzo Maggioni e la prima ipotesi formulata dagli inquirenti era che fosse morto mentre cercava di far saltare un traliccio ma, ventiquattro ore dopo il ritrovamento del corpo, si scoprì che i documenti erano contraffatti e che si trattava in realtà di Feltrinelli, riconosciuto ufficialmente all'obitorio di Milano dalla moglie Inge Schönthal.
Le dichiarazioni registrate di tale "Gunther", vero nome Ernesto Grassi, operaio in una fabbrica di Bruzzano (aveva fatto parte dei partigiani in Valtellina poi divenuto simpatizzante e membro dei "Gap", l'organizzazione fondata dallo stesso Feltrinelli), la sera del maggio 1972 si trovava con l'editore sul luogo dell'attentato e avrebbe dovuto occuparsi del traliccio di Gaggiano rinvenute all'interno della documentazione delle "inchieste di Robbiano di Mediglia" e una successiva intervista concessa da questi all'Espresso nel 1974, ove vennero ribaditi i concetti già espressi, convinsero i magistrati di Milano della volontarietà della presenza di Feltrinelli sotto il traliccio di Segrate e dell'inconsistenza delle voci che lo avevano voluto trascinato lì contro la sua volontà, cioè legato o drogato. L'istruttoria si chiuse nel 1975 e nel giugno del successivo 1976 una sentenza-ordinanza del giudice Antonio Amati avallò la tesi dello scoppio accidentale, rinviando a giudizio 33 persone e prosciogliendo «Gunther» in quanto soggetto "rimasto ignoto". Ben 65 indagati vennero invece prosciolti: alcuni per non aver commesso il fatto, altri per insufficienza di prove.
Il processo di primo grado si svolse dal 15 febbraio al 31 marzo del 1979. Nell'ultima udienza, prima che i giudici entrassero in camera di consiglio, alcuni brigatisti (tra cui Renato Curcio, Giorgio Semeria (1950-2013) e Augusto Viel (quest'ultimo del "Gruppo XXII Ottobre") lessero un comunicato (il quarto in due mesi) in cui c'era scritto:
 Gli imputati brigatisti smentirono così in via definitiva la tesi dell'omicidio, aggiungendo anche che la loro era una commemorazione dell'editore terrorista, delle sue idee politiche e della sua buona fede comunista, e, allo stesso tempo, una critica rivolta a tutti coloro, negli stessi ambienti della sinistra extraparlamentare, che avevano cercato di negarle.
Il fatto che fossero rifluiti sulla versione dell'incidente anche coloro che avrebbero avuto l'interesse a cavalcare la tesi dell'omicidio politico non mancò di impressionare i giudici di primo grado. Così il processo si concluse con 11 condanne, 7 assoluzioni, 2 prescrizioni e 9 amnistie, sentenza poi in gran parte convalidata in appello nel 1981, seppur con qualche lieve modifica (ad esempio Giambattista Lazagna, condannato in primo grado a 4 anni e 6 mesi per detenzione d'armi ed associazione sovversiva, fu assolto con formula piena dalla prima accusa, mentre il secondo reato fu coperto da amnistia). La motivazione della sentenza conteneva severe critiche alle forze dell'ordine, e in particolare all'Arma dei carabinieri, accusati di aver pilotato le confessioni di Marco Pisetta, operazione da cui erano derivati un grande spreco di risorse umane e di denaro pubblico, nonché l'incriminazione di un centinaio di persone poi risultate innocenti.
Contemporaneamente la Procura della Repubblica di Roma veniva esortata ad approfondire la posizione dei colonnelli Michele Santoro e Angelo Pignatelli, sospettati di aver depistato le indagini della magistratura.

## Le speculazioni e le ipotesi sul decesso
Nei giorni vicini alla morte di Feltrinelli era previsto a Milano il XIII Congresso del PCI, che avrebbe dunque nominato quale segretario nazionale Enrico Berlinguer. Il clima era infuocato presso tutti i partiti politici per le imminenti elezioni nazionali del 7 e 8 maggio 1972. Il Movimento Studentesco tenne presso l'Università Statale di Milano una conferenza, durante la quale l'avvocato Marco Janni lesse una dichiarazione in cui si affermava di come la tesi della morte accidentale dell'editore nel mezzo di un'azione di sabotaggio non fosse per nulla convincente, sebbene non fossero stati ancora chiariti e resi pubblici tutti i dettagli e gli aspetti materiali della morte di Feltrinelli, mentre un gruppo di intellettuali, capeggiato da Camilla Cederna, diramò un comunicato in sostegno della medesima tesi.

Nel testo c'era scritto: 
L'appello era firmato, oltreché dalla stessa Cederna e dall'avvocato Janni, da Luca Boneschi, Francesco Fenghi, Giampiero Brega, Michelangelo Notarianni, Anna Maria Rodari, Claudio Risé, Giulio Alfredo Maccacaro, Vladimiro Scatturin, Marco Fini, Marco Signorino, Sandro Canestrini, Maria Adele Teodori, Carlo Rossella e Giampiero Borella, mentre Eugenio Scalfari e Paolo Portoghesi smentirono l'adesione. Anche i dirigenti comunisti erano convinti, almeno all'apparenza, che Feltrinelli fosse stato vittima di un complotto, ordito con molta probabilità dalla CIA, mentre Potere Operaio, giornale dell'omonimo movimento della sinistra extraparlamentare, commemorò Feltrinelli per la sua militanza in un gruppo terroristico rivoluzionario, rendendogli omaggio come «un rivoluzionario caduto nella guerra di liberazione dallo sfruttamento».
Dopo lo scoppio di Segrate, mentre i suoi compagni si erano dati alla macchia terrorizzati, «Gunther» aveva contattato Renato Curcio e Alberto Franceschini facendoli accedere ai covi GAP e proponendo l'adesione alle Brigate Rosse sua e dei compagni superstiti. Successivamente, per dissipare i sospetti alimentati dal suo passato fascista, egli si attivò in diversi modi per accreditare la tesi di un Feltrinelli rimasto vittima di un'esplosione accidentale. È infatti sua la voce narrante incisa nel nastro magnetico trovato nel covo brigatista di Robbiano di Mediglia, che conteneva un resoconto dettagliato dell'impresa di Segrate e sostanzialmente confermava la tesi sostenuta dall'Arma dei carabinieri. Esso affermava:
La maggioranza di coloro, tra giornalisti, intellettuali e militanti vari, che a caldo avevano criticato gli organi di polizia, non dissero nulla dopo le rivelazioni dei brigatisti, con poche eccezioni: L'Espresso ammise che «a poche ore di distanza dalla morte di Feltrinelli l'intelligenza democratico-progressista e l'intera sinistra iniziarono un'operazione di rimozione radicale dei fatti, ritardando la nostra presa di coscienza della realtà».
Viceversa la verità emersa nelle aule dei tribunali è stata messa in discussione da Alberto Franceschini dapprima davanti alla Commissione stragi nel 1999 e poi in un libro autobiografico uscito nel 2004 (Che cosa sono le BR). In queste sedi ha esternato i suoi sospetti su «Gunther», da lui incontrato tre volte dopo lo scoppio di Segrate, ma sparito dalla circolazione dopo aver intascato cinque dei dieci milioni di lire avuti con la promessa di un rifornimento di armi. Ha poi invitato a riflettere sul fatto che l'orologio Lucerne, usato da Feltrinelli come timer, fosse stato privato della lancetta delle ore anziché di quella dei minuti (intervento che riduceva di dodici volte il tempo a disposizione dell'attentatore). Soltanto in un altro attentato era stato usato un orologio di quello stesso tipo, cioè in quello presso l'ambasciata statunitense di Atene il 2 settembre del 1970 per opera della giovane milanese Maria Elena Angeloni e di uno studente greco-cipriota. Quella bomba, come nel caso di Feltrinelli, funzionò male, tanto che a rimanere uccisi furono gli stessi attentatori. I due erano partiti da Milano, così come l'esplosivo. Quell'attentato era stato organizzato da Corrado Simioni, deus ex machina del Superclan e più tardi collegato alla struttura Hyperion di Parigi, una presunta scuola di lingue fondata nel 1977, sospettata di collegamenti con diverse organizzazioni terroristiche e con la stessa CIA.
Facendo leva sui dubbi manifestati da Franceschini, sulla corrispondenza tra lo scoppio di Segrate del 14 marzo 1972 e la "contro-azione al processo" richiesta dal neofascista veneto Giovanni Ventura, allora ristretto nelle carceri di Treviso, nonché su una nutrita serie di documenti e indizi, uno studioso padovano, Egidio Ceccato,  recentemente ha nuovamente ipotizzato che la morte di Feltrinelli sia stato un omicidio su commissione, inquadrabile nelle strategie della tensione e della distrazione. Incalzato dal giudice istruttore Giancarlo Stiz e dal pubblico ministero Pietro Calogero, che di lì a poco avrebbero spiccato mandato di cattura contro di lui, Franco Freda e Pino Rauti, alla fine del febbraio 1972 Ventura aveva infatti richiesto ai suoi complici di attivare una "contro-azione al processo" capace di riconfermare, agli occhi dell'opinione pubblica, la vocazione dinamitarda dell'estrema sinistra, in modo da ridare credibilità alla declinante pista rossa per la bomba del 12 dicembre 1969. Feltrinelli costituiva il bersaglio ideale, perché amico di anarchici, finito subito al centro dei sospetti dell'Ufficio politico della questura di Milano e bersaglio di diverse montature già note agli storici. In effetti le due ultime - imperniate sulle opportunistiche rivelazioni di Roberto Fabbi e di Vito Truglia – furono lasciate cadere proprio all'indomani dello scoppio di Segrate.
In uno speciale del TG1 andato in onda il 2 dicembre 2005, Francesco Cossiga dichiarò che l'intento di Feltrinelli, nel far saltare in aria il traliccio dell'alta tensione, era quello di oscurare il congresso del PCI a Milano e, a detta dell'ex presidente della Repubblica, riuscì temporaneamente nel suo intento salvo poi gli organizzatori trovare un'altra fonte di alimentazione elettrica. Nella stessa intervista, Cossiga dichiarò che assieme a Feltrinelli era presente un sardo, di cui non fece il nome, che rimase illeso.

## La controinchiesta delleBrigate Rosse
Sulla morte dell'editore le Brigate Rosse condussero una delle loro inchieste interne, trovata nel 1974 registrata su nastro nel covo di Robbiano di Mediglia dai carabinieri del gen. Carlo Alberto Dalla Chiesa. Personaggio chiave per capire la vicenda – perché, pur avendo capeggiato il commando inviato a minare un secondo traliccio dell'alta tensione a San Vito di Gaggiano, si era fatto raccontare tutto dai due compagni dell'editore sopravvissuti allo scoppio – era un certo "Gunther" (o "Gunter"), nome di battaglia di un collaboratore di Feltrinelli per lungo tempo identificato con Ernesto Grassi, un ex partigiano milanese deceduto nel 1977. Sulla base di un riconoscimento avallato, tra gli altri, da Alberto Franceschini e da Augusto Viel, uno studioso padovano ha recentemente ipotizzato che dietro ai criptonimi di «Gunther» e "Grassi" - tratti rispettivamente dal nome e dal cognome del celebre scrittore tedesco Günter Grass, un intellettuale di sinistra con un lontano passato nelle SS hitleriane - si celasse  Berardino Andreola, un giovanissimo volontario della Repubblica Sociale di Mussolini, esperto di esplosivi e maestro nell'assunzione di false identità. Spacciandosi per ex partigiano, membro della Volante rossa e maoista, costui era riuscito ad accaparrarsi la fiducia dell'editore milanese che proprio per il passato fascista, a lui non celato, potrebbe avergli suggerito di assumere quei nomi di battaglia.

## La figura nell'opinione pubblica
Sulla figura di Giangiacomo Feltrinelli si sono spesi elogi e critiche da parte dell'opinione pubblica. Leo Valiani lo apprezzò e rispettò la scelta di aderire alla clandestinità dicendo: «Feltrinelli agiva in perfetta buona fede e con disinteresse totale, che meritano il massimo rispetto, nella sua evoluzione politica cospirativa, sbocciata nel sacrificio personale di un uomo che credeva nell'imminenza di una reazione fascista in Italia».
Fu invece negativo il giudizio di Indro Montanelli, che lo descrisse come un padrone delle ferriere divorato dalla smania di primeggiare, oltre a definirlo «il rampollo [di famiglia] che imparava poco o nulla... ma voleva fare molto e subito» e un rivoluzionario «da burletta», degno rappresentante della contestazione italiana.

## Opere
- Persiste la minaccia di un colpo di stato in Italia! Milano, Libreria Feltrinelli, 1968.
- Estate 1969. La minaccia incombente di una svolta radicale e autoritaria a destra, di un colpo di Stato all'italiana, Milano, Libreria Feltrinelli, 1969.
- Contro l'imperialismo e la coalizione delle destre. Proposte per una piattaforma politica della sinistra italiana, seguite da saggi e tesi su problemi specifici dello sviluppo capitalistico, Milano, Edizioni della libreria, 1970.

## Influenza nella cultura di massa
- Nel 2013 il progetto musicale Neon Neon gli ha dedicato un concept album intitolato Praxis Makes Perfect[46].
- Il personaggio di Feltrinelli compare in due film, Faccia di spia (1975) di Giuseppe Ferrara e in Romanzo di una strage (2012) di Marco Tullio Giordana, dove in quest'ultimo è interpretato da Fabrizio Parenti.
- Viene citato nei film Sbatti il mostro in prima pagina (1972) di Marco Bellocchio e I cento passi (2000) di Marco Tullio Giordana